# Produktnyckel
Många kommersiella datorprogram kräver att användaren anger en sk. produktnyckel under installationförfarandet för att verifiera att denne har betalt eventuella licensavgifter för sitt användande av mjukvaran ifråga.
Produktnyckeln är normalt en siffer- och/eller bokstavskod som är unik för mjukvaran och den specifike användaren, stundtals i kombination med någon form av identifikation av den dator som mjukvaran skall användas på. Produktnyckeln är alltså närmast att betrakta som ett slags digitalt inköpskvitto för den aktuella mjukvaran, och tillhandahålls av säljaren eller producenten av mjukvaran.
Produktnycklar distribueras normalt antingen som trycksak i samband med att man köper en mjukvara på digitalt distributionsmedium (CD, DVD, etc) eller som en renodlat digital produkt i samband med nerladdning av mjukvara via Internet. Syftet med produktnycklar är givetvis att begränsa piratkopiering av mjukvara.

## Olika typer av produktnycklar
En produktnyckel kan vara generell för en viss mjukvara, eller specifik för en viss användare och/eller dennes dator.

### Generella produktnycklar
En generell produktnyckel relaterar till en viss utgåva av en mjukvara och någon inneboende egenskap hos den aktuella mjukvaran. En mjukvaruleverantör kan till exempel välja att gömma undan ett visst data någonstans i sin programkod och sedan distribuera en sifferkod som relaterar till detta data tillsammans med mjukvaran. På detta sätt måste användaren veta vilken denna sifferkod är för att kunna installera programvaran, men sifferkoden är ofta generell för alla distribuerade exemplar av den mjukvaran.
Det skydd mot piratkopiering som en generell produktnyckel ger är alltså relativ svagt, eftersom dessa produktnycklar med enkelhet kan spridas tillsammans med exempelvis kopior av ett distributionsmedium.

### Specifika produktnycklar
En specifik produktnyckel genereras per användare av mjukvaran, och dessutom eventuellt per dator som mjukvaran ska användas till. Normalt tar säljaren in information från köparen om namn, adress, etc. och skapar en ny produktnyckel som baseras på dessa data. Den aktuella nyckeln distribueras sedan till användaren via telefon, e-post eller vanlig post.
Det skydd mot piratkopiering som denna metod ger är relativt sett starkare än generella produktnycklar, eftersom en piratanvändare måste lyckas lura utgivaren av produktnyckeln att utge samma nyckel mer än en gång.